# منتمر (باكينجهامشير)
منتمر (بالإنجليزية: Mentmore)‏ هي قرية وأبرشية مدنية تقع في المملكة المتحدة في إنجلترا. يقدر عدد سكانها بـ 385 نسمة .